# Alphonse-Jules Wauters

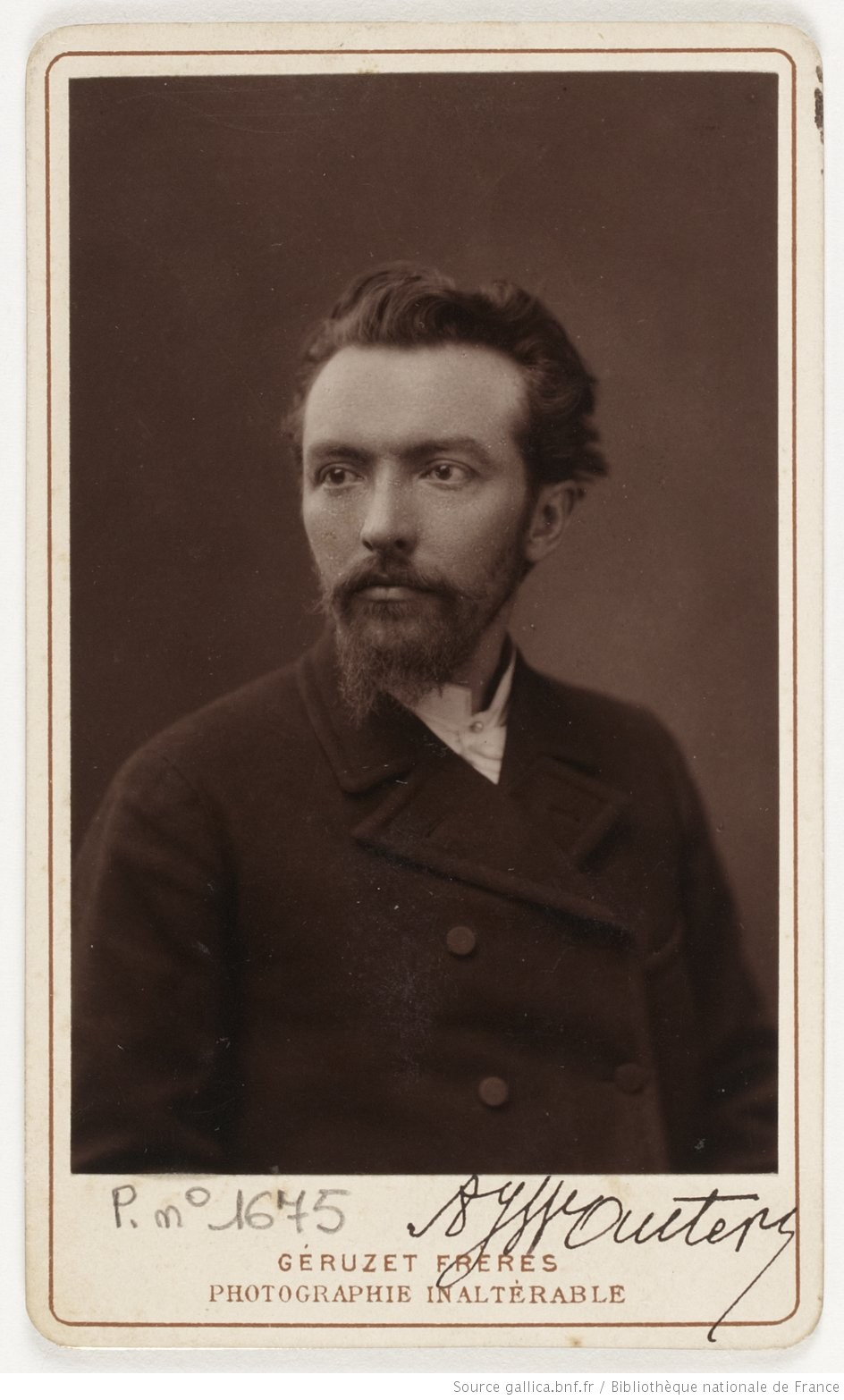
Alphonse-Jules Wauters

Alphonse-Jules Wauters (* 13. Juni 1845 in Brüssel; † 25. März 1916 in Ixelles) war ein belgischer Geograph, Kolonialpolitiker und Kunstschriftsteller.

## Leben
Alphonse-Jules Wauters war ein Sohn von Jules Wauters, Gerichtsschreiber am belgischen Kassationshof, und von Marie Charles. Außerdem war er ein Neffe des Archivars und Historikers Alphonse Wauters sowie der ältere Bruder des Malers Emile Wauters. Er wurde 1887 Professor der Kunstgeschichte an der Académie royale des Beaux-Arts de Bruxelles und Generalsekretär der Kongo-Eisenbahn. Außerdem war er Sekretär der Brüsseler Geographischen Gesellschaft. 1884 gründete er die sich besonders der Entwicklung des kolonialen Staates Kongo widmende Zeitschrift Le mouvement géographique (Brüssel), deren Leiter er war. Ebenso gründete er das kurzlebigere geographische Journal Le Congo illustré (Brüssel 1892–95). Er veröffentlichte zahlreiche geographische und kolonialpolitische Aufsätze und Karten sowie kunstgeschichtliche Schriften.
1906 wurde er korrespondierendes und 1909 ordentliches Mitglied der Académie royale des Sciences, des Lettres et des Beaux-Arts de Belgique.

## Werke (Auswahl)
- La peinture flamande, Paris 1883; deutsch, Leipzig 1893
- Le Congo au point de vue économique, Brüssel 1885
- Carte de l’état indépendant du Congo, dressée d’après les derniers renseignements, Brüssel 1887
- Liste chronologique des doyens des corps de métiers de Bruxelles de 1696 à 1795, Brüssel 1888
- Croquis de la region entre la Côte de Guinée et Timbouctou, Brüssel 1888
- Le Congo : dix ans d’exploration, Brüssel 1888
- Stanley au secours d’Émin-Pacha, Paris 1890
- Bibliographie du Congo, 1880-1895 : Catalogue méthodique de 3 800 ouvrages, brochures, notices et cartes relatifs à l’histoire, à la géographie et à la colonisation du Congo, Brüssel 1895
- Carte du Bas Congo donnant le tracé du chemin de fer de Matadi au Stanley Pool, Brüssel 1896
- L’État indépendant du Congo, Brüssel 1899
- Denis van Alsloot, peintre des archiducs Albert et Isabelle, Brüssel 1899
- Le Musée de Bruxelles. Tableaux anciens. Notice, guide & catalogue, Brüssel 1900
- Carte de l’État indépendant du Congo, 4 Blätter, Maßstab 1:2,000.000, Brüssel 1900
- Album de l’exposition rétrospective de l’art belge : 80 reproductions hors texte d’œuvres exposées à Bruxelles en 1905 avec catalogue et notices biographiques, Brüssel 1906
- Histoire politique du Congo belge, Brüssel 1911